# Чулей Олександр Йосипович
Чулей Олександр Йосипович (нар. 14 квітня 1932, с. Нанково Хустського району) — радянський компартійний діяч.

## Життєпис
У трирічному віці став сиротою, оскільки помер батько, який залишив трьох малих дітей.

### Освіта
Після закінчення семирічної школи вступив у Хустський лісотехнічний технікум, закінчив Ленінградську лісотехнічну академію та Вищу партійну школу при ЦК КПРС (ВПШ).

### Трудова діяльність
Після служби в армії працював майстром Перечинського ліспромгоспу, а пізніше майстром та начальником Міжгірського ліспромгоспу.
Обраний секретарем Міжгірського райкому партії, а потім секретарем Виноградівського райкому партії, завідувачем відділом легкої та харчової промисловості.
- У березні 1973 року обраний 1-м секретарем Мукачівського міського комітету КПУ.
- 1979 — 29 вересня  1987 року працював секретарем Закарпатського обкому партії з відповідальністю за розвиток таких галузей в області, як харчова, місцева, лісова, побутове обслуговування, торгівля, медицина, легка промисловість та ряд окремих підприємств республіканського підпорядкування[2].

## Нагороди
- Нагороджений орденами Дружби народів та Трудового Червоного Прапора (формулювання — «За досягнуті успіхи у роботі»)[2].
- 30 липня 2009 року — рішенням 48 сесії V скликання Мукачівською міською радою присвоєно звання «Почесний громадянин м. Мукачева»[1].